# Soho (West Midlands)
Soho – dzielnica w Birmingham, w Anglii, w West Midlands, w dystrykcie metropolitalnym Birmingham. W 2011 dzielnica liczyła 30317 mieszkańców.